# مستشفى الميزان التخصصي (الخليل)

تأسس مستشفى الميزان التخصصي عام 1996م في مدينة الخليل بفلسطين ، وبدا بممارسة نشاطاته الطبية عام 1999، في تاريخ 1/9/2008 قام مجموعة من الأطباء وتحت مسمى "شركة الغد للخدمات الطبية " بالاتفاق مع إدارة الميزان على تشغيل وإدارة المستشفى، آملين تحقيق أهداف المستشفى بتوفير خدمة طبية وفندقية مميزة، والعمل على استحداث أقسام جديدة غير متوفرة في فلسطين، وذلك للتخفيف من أعباء السفر إلى الخارج على المريض عن طريق التعاون مع جهات طبية من الخارج.
تتكون المستشفى من 7 طوابق على مُسطَّح مساحته 9198 م² ، وتعمل تحت طاقة استيعابية للمرضى بواقع 50 سرير مرخص من وزارة الصحة ويمكن رفع الطاقة الاستيعابية إلى 85 سرير في حالات الطوارئ.
يعمل في المستشفى مجموعة من الأخصائيين المتميزين والأطباء المقيمين، حيث يبلغ عدد الأطباء المقيمين 10 أطباء موزعين على أقسام المستشفى بالإضافة إلى 89 ممرض وممرضة.
أما الموظفين الإداريين فيبلغ عددهم 28 موظف إداري.
يتعامل العاملون في المستشفى بمختلف مهامهم سنوياً مع ما يقارب 16000 مريض ومريضة تشمل حالات الإدخال والمراجعة.

بالإضافة لذلك تستقبل المستشفى باستمرار طلاب سنة الامتياز من كلية الطب، والطلبة المتدربين من كليات التمريض والإدارة.

## التخصصات الطبية
- قسم القلب والصدر والأوعية الدموية وجراحتهم[1]

- قسم النساء والتوليد[1]
- قسم الجراحة 1[1]
- قسم الجراحة 2[1]
- قسم الحضانة والخدج[1]
- قسم العمليات[1]
- قسم الإنعاش والعناية الحثيثة[1]
- قسم التخدير[1]
- قسم الطوارئ[1]
- قسم الصيدلية[1]
- قسم الأشعة[1]
- قسم المختبر وبنك الدم[1]

## الأقسام الإدارية
- قسم الإدارة العامة[2]

- قسم الإدارة المالية[2]
- قسم التمريض[2]
- قسم الجودة[2]

## العيادات
| العيادات                     |
| ---------------------------- |
| عيادة الامراض الصدرية        |
| عيادة الباطني                |
| عيادة الجراحة                |
| عيادة الطب العام             |
| عيادة العظام                 |
| عيادة الاطفال                |
| عيادة العيون                 |
| عيادة القلب والقسطرة         |
| عيادة النسائية والتوليد      |
| قسم الاشعة                   |
| قسم الانعاش والعناية الحثيثة |
| قسم الحضانة والخدج           |
| قسم الصيدلة                  |
| قسم الطوارئ                  |
| قسم المختبر وبنك الدم        |